# P4 nästa
P4 nästa (under 2008-2016 Svensktoppen nästa) är ett musiktävlingsprogram i Sveriges Radio P4 och en rikstäckande talangjakt sedan 2008. Målsättningen med tävlingen är att hitta nya artister och nyskriven musik för framtiden. Samtliga 25 P4-distrikt deltar i tävlingen där vart och ett av distrikten utser en vinnare. Därefter utser en jury, tillsatt av Sveriges Radio, åtta av dessa bidrag som får tävla i en final. Vinnarartisten får sedan sin låt testad i radioprogrammet Svensktoppen. Mellan åren 2012 till 2020 erbjöd Sveriges Television en av artisterna i riksfinalstartfältet en plats i kommande Melodifestivalen, men från och med 2021 är det erbjudandet borttaget. Svensktoppen nästa genomfördes första gången år 2008 och har producerats varje år sedan dess.

## Om tävlingen
Svensktoppen nästa är en tävling som är öppen för alla, både oetablerade och etablerade låtskrivare och artister över hela Sverige. Runt om i Sveriges Radios 25 Radio P4-distrikt arrangerades lokala tävlingar för att hitta varje lokal vinnare. När alla distrikt valt sin vinnare, vilket de fick göra på vilket sätt de vill, väljer en jury ut åtta bidrag som får tävla i en stor final, som hålls i slutet av augusti på nöjesfältet Liseberg i Göteborg. Under själva finalen är det upp till en ny jury och radiopubliken att välja ut vinnaren. Den som vann fick sedan sin låt spelad i radio och en chans att ta sig in på Svensktoppen. Det har också hänt att några av de övriga finalisterna testats på Svensktoppen. Oavsett placeringar är det inte garanti att bli spelad på Svensktoppen, även om chansen finns för det.
Utöver att vinnarartisten prövas på radio erbjuds även denne (sedan 2012) en plats i kommande års Melodifestival. Dock måste vinnarartisten skriva ett nytt bidrag (eller få ett nyskrivet bidrag) till Melodifestivalen då vinnarlåten i Svensktoppen nästa inte kan användas i Melodifestivalen. Detta på grund av att EBU, som arrangerar Eurovision Song Contest, har en regel som säger att inga ESC-bidrag får ha varit publicerade före den 1 september.

### Namnbyte
Inför tävlingen 2017 valde Sveriges Radio att ändra namnet till P4 nästa för att skapa ett större fokus kring exponeringen i radiokanalen. I samband med det togs också joker-platsen till Melodifestivalen bort. 

### Tävlingsregler[5]
Följande regler ställer Sveriges Radio under tävlingens gång.
- Tävlingen sker endast i Sveriges Radio P4.
- En jury bestående av personer som arbetar inom musikbranschen samt på Sveriges Radios musikredaktioner utser de åtta finalisterna (av de totalt tjugofem lokala vinnare i P4-distrikten).
- Jurygrupperna i de lokala deltävlingarna/finalerna består också av personer från Sveriges Radios musikredaktioner.
- Endast personer som är folkbokförda i Sverige kan deltaga i tävlingen.
- Personer som arbetar på Sveriges Radio mellan januari och september (årligen denna period) får inte deltaga.
- Bidragen skickas till de lokala P4-distrikten, som sedan ansvarar för att välja ut representanterna.
- Ett tävlingsbidrag får vara max 4 minuter långt och är tvunget att vara nyskrivet samt tidigare ej publicerat eller framfört för allmänheten (regeln gäller före 1 januari årligen).
- Bidragen får ej vara utgivet för kommersiell försäljning (även här före 1 januari årligen). Under tävlingens gång får bidragen inte spelas upp på vare sig radiostationer eller förekomma i film-, TV- eller reklamsammanhang.
- Högst åtta personer får medverka på scenen och alla artister måste vara minst 16 år gamla.
- Vid framträdande på scen är förinspelad musik tillåten (dock måste det finnas minst ett liveinstrument).
- Samtliga sånginsatser, både huvudsång och körsång, ska framföras live.
- Man får sjunga på vilket språk man vill, även om man sedan inte kan ändra språkvalet under tävlingens gång.
- Demoartisten är också utvald artist att framföra bidraget i tävlingen.
- Ingen tävlande artist får använda sin medverkan i tävlingen på något sätt i kommersiella sammanhang.
- Sveriges Radio har all rätt att när som helst diskvalificera bidrag.

### Datum och händelser
Tävlingen brukar pågå mellan mars och augusti med följande händelser:
- mars-april: bidragen kan skickas in till de lokala P4-distrikten.
- maj-juli/början av augusti: uttagningarna pågår i P4-distrikten.
- månadsskiftet juli/augusti: samtliga uttagningar är avklarade och en SR-vald jury väljer ut de åtta finalisterna.
- augusti: finalstartfältet meddelas.
- slutet av augusti/början av september: finalen hålls och en vinnare koras.
- september-december: vinnarartisten får sin låt spelad i P4-kanalerna samt blir även testad på Svensktoppen.

## Vinnare
Följande har vunnit tävlingen.
| År   | Artist                | Låt                      | Artistens placering i Melodifestivalen | Anmärkning         |                    |
| ---- | --------------------- | ------------------------ | -------------------------------------- | ------------------ | ------------------ |
| 2008 | Camilla Wallin        | "Vid sidan av dig"       | Ingen joker utsågs                     | Ingen joker utsågs |                    |
| 2009 | Martin Häggström      | "En väg tillbaks"        | Ingen joker utsågs                     | Ingen joker utsågs |                    |
| 2010 | Staffan Stridsberg    | "Black Crow"             | Ingen joker utsågs                     | Ingen joker utsågs |                    |
| 2011 | Manuel Fervenza       | "The Lucky One"          | Ingen joker utsågs                     | Ingen joker utsågs |                    |
| 2012 | Terese Fredenwall     | "Drop the Fight"         | Femma i deltävling                     | Utslagen           |                    |
| 2013 | Eko                   | "Yellow"                 | Åtta i deltävling                      | Utslagen           |                    |
| 2014 | Kalle Johansson       | "Den där dan"            | Sexa i deltävling                      | Utslagen           |                    |
| 2015 | Michael Fannon        | "Kommer tid, kommer råd" | Blev inte joker                        | Blev inte joker    | Blev inte joker    |
| 2015 | Smajling Swedes       | "Goosebumps"             | Femma i deltävling                     | Utslagen           |                    |
| 2016 | Noomi Thorstensson    | "Intoxicated"            | Blev inte joker                        | Blev inte joker    | Blev inte joker    |
| 2016 | Les Gordons           | "Need to Feel"           | Sexa i deltävling                      | Utslagen           |                    |
| 2017 | Stiko Per Larsson     | "Kumpaner (Vi är som)"   | Sexa i deltävling                      | Utslagen           |                    |
| 2018 | Spring City           | "Back on Our Streets"    | Blev inte joker                        | Blev inte joker    | Blev inte joker    |
| 2018 | The Lovers of Valdaro | "Lost Forever"           | Sjua i deltävling                      | Utslagen           |                    |
| 2019 | Tim Lööv              | "All I Need Is You"      | Blev inte joker                        | Blev inte joker    | Blev inte joker    |
| 2019 | Amanda Aasa           | "Gå hem"                 | Sexa i deltävling                      | Utslagen           |                    |
| 2020 | Hilde & Erik          | "Som det är"             | Blev inte joker                        | Blev inte joker    | Blev inte joker    |
| 2020 | Julia Alfrida         | "Dark Doom"              | Sjua i deltävling                      | Utslagen           |                    |
| 2021 | M.W                   | "Feels"                  | Ingen joker utsågs                     | Ingen joker utsågs | Ingen joker utsågs |

## Resultat år för år

### 2008
Svensktoppen nästa 2008 ägde rum under våren och sommaren 2008. Slutgiltig vinnare blev Camilla Wallin som representerade P4 Östergötland. Hon blev därmed den första artisten som korades som segrare i tävlingen.

#### Grundomgången
Grundomgången pågick i de lokala P4-distrikten från maj till augusti 2008. Varje distrikt valde självt ut vilken metod man ville använda sig av för att välja ut sin vinnare såsom en lokal final till internval. 
Nedan redovisas de tjugofem vinnarbidragen i bokstavsordning efter respektive P4-distrikt. Bidrag med beige bakgrund tog sig till finalen.
| Artist                              | Låt                            | P4-distrikt       |
| ----------------------------------- | ------------------------------ | ----------------- |
| Anna Olsson                         | "Tårar från himlen"            | P4 Blekinge       |
| Micke Thelin & Five of a kind       | "Ett liv"                      | P4 Dalarna        |
| Ella Palmgren                       | "Love Is a Miracle"            | P4 Gotland        |
| David Björk                         | i.u.                           | P4 Gävleborg      |
| Linnea Södahl                       | "By Surprise"                  | P4 Göteborg       |
| Linda Karlsson Johbarn              | "Till de lyckliga"             | P4 Halland        |
| Therese Olofsson                    | "I Believe"                    | P4 Jämtland       |
| Markus Gyllenstrand                 | "Utan att"                     | P4 Jönköping      |
| Autumn Falls                        | "Dancing With the Devil"       | P4 Kalmar         |
| Emma Nilsson                        | "Don’t Know Why"               | P4 Kristianstad   |
| Sebastian Dalin-Volsing             | "Christine"                    | P4 Kronoberg      |
| Anna Johansson                      | "Cabaret"                      | P4 Malmöhus       |
| Martina Lundberg                    | "Cold Hearts"                  | P4 Norrbotten     |
| Louise Solar                        | "Sick And Tired Of Loving You" | P4 Sjuhärad       |
| The Flying Cow                      | "If She Looks My Way"          | P4 Skaraborg      |
| YAIYA                               | "Sapphire Sky"                 | P4 Stockholm      |
| Josefin Plantin                     | "Sarah"                        | P4 Sörmland       |
| Ida Wiklund                         | "Vi som översätter världen"    | P4 Uppland        |
| Jessica Blomqvist                   | "Ett ord"                      | P4 Värmland       |
| Isabella Sohlberg                   | "Rocky took a lover"           | P4 Väst           |
| Anders Hellström & Desolate Village | "Sommar’n kommer"              | P4 Västerbotten   |
| Josefina Wikström & Esteem          | "Sailing on Earth"             | P4 Västernorrland |
| Daniel Asher & Jah Covenant Band    | "Happiness"                    | P4 Västmanland    |
| Jenny "Jenston" Nordin              | "Cold"                         | P4 Örebro         |
| Camilla Wallin                      | "Vid sidan av dig"             | P4 Östergötland   |

#### Finalen
Finalen ägde rum på nöjesfältet Liseberg i Göteborg lördagen den 20 september 2008. Finalen direktsändes på Sveriges Radio P4 samt via Sveriges Radios hemsida, med Henrik Olsson och Annika Jankell som programledare. Inför finalen hade radiolyssnarna fått rösta fram tio finalister av de 25 som vunnit de lokala uttagningarna. Detta skedde genom telefonomröstning som introducerades då bidragen presenterades i radioprogrammet P4 Premiär den 30 augusti (omröstningen avslutades den 5 september och dagen därpå meddelades finalisterna). I finalen röstade sedan radiolyssnarna och publiken fram en vinnare. Nanne Grönvall samt Sten & Stanley uppträdde som gästartister.
Finalen avgjordes i två omgångar. Först röstade lyssnarna och publiken fram två bidrag som gick vidare till en andra omgång och därefter avgjorde lyssnarna och publiken vem av de två finalbidragen som skulle vinna. Övriga bidrag slutade oplacerade.
Nedan redovisas de tävlande finalbidragen i bokstavsordning efter bidragstitel.
| Artist                              | Låt                      | Placering |
| ----------------------------------- | ------------------------ | --------- |
| Sebastian Dalin-Volsing             | "Christine"              | oplacerad |
| Autumn Falls                        | "Dancing With the Devil" | oplacerad |
| Emma Nilsson                        | "Don’t Know Why"         | oplacerad |
| Micke Thelin & Five of a kind       | "Ett liv"                | 2         |
| Jessica Blomqvist                   | "Ett ord"                | oplacerad |
| Therese Olofsson                    | "I Believe"              | oplacerad |
| The Flying Cow                      | "If She Looks My Way"    | oplacerad |
| Anders Hellström & Desolate Village | "Sommar’n kommer"        | oplacerad |
| Linda Karlsson Johbarn              | "Till de lyckliga"       | oplacerad |
| Camilla Wallin                      | "Vid sidan av dig"       | 1         |

### 2012
Svensktoppen nästa 2012 ägde rum under våren och sommaren 2012. Slutgiltig vinnare blev Terese Fredenwall som representerade P4 Stockholm, som därmed blev den första artisten att tävla i Melodifestivalen 2013.

#### Grundomgången
Grundomgången pågick i de lokala P4-distrikten från maj till början av augusti 2012. Varje distrikt valde självt ut vilken metod man ville använda sig av för att välja ut sin vinnare såsom en lokal final till internval. 
Nedan redovisas de tjugofem vinnarbidragen i bokstavsordning efter titel. Bidrag med beige bakgrund tog sig till finalen.
| Artist             | Låt                           | P4-distrikt       |
| ------------------ | ----------------------------- | ----------------- |
| Lentons            | ”4 i 12”                      | P4 Östergötland   |
| Tony Malmberg      | ”A New Age Begun”             | P4 Skaraborg      |
| Adam Sagström      | ”Alla broar jag bränt”        | P4 Gävleborg      |
| Rille              | ”Anjulie”                     | P4 Sörmland       |
| Erica Skogen       | ”Bittertanten”                | P4 Jämtland       |
| Steven North       | ”Die and Revive”              | P4 Västernorrland |
| Terese Fredenwall  | ”Drop the Fight”              | P4 Stockholm      |
| Chris Michols      | ”From the Start”              | P4 Uppland        |
| Andreas Lindh      | ”Hands over Fire”             | P4 Halland        |
| Tezza Ericsson     | ”I Wanna Go”                  | P4 Göteborg       |
| Henning Hallqvist  | ”I'm a Lover (Not a Fighter)” | P4 Kristianstad   |
| Clara Klingenström | ”It Makes Me Crazy”           | P4 Gotland        |
| Johanna Lillvik    | ”It Was a Day”                | P4 Sjuhärad       |
| J Bond             | ”Jag säger ingenting”         | P4 Dalarna        |
| Calle Nilsson      | ”Minnen från igår”            | P4 Jönköping      |
| Lisa Karlsson      | ”Om du kommer hem”            | P4 Kalmar         |
| Elvira Fisk        | ”Real Life Fairytale”         | P4 Västmanland    |
| Sofi Lind          | ”Rewind”                      | P4 Västerbotten   |
| David Myhr         | ”Take Me Back”                | P4 Norrbotten     |
| HMS Leoson         | ”The Nest”                    | P4 Kronoberg      |
| Sofia Geidvik      | ”The Number One”              | P4 Väst           |
| Moa Gagnert        | ”Vad som än sker”             | P4 Örebro         |
| Vapenbröder        | ”Vapenbröder”                 | P4 Blekinge       |
| Sefyr              | ”Ängel vid min sida”          | P4 Malmöhus       |
| Matiling           | ”You're Everything”           | P4 Värmland       |

#### Finalen
Finalen ägde rum på nöjesfältet Liseberg i Göteborg söndagen den 26 augusti 2012. Finalen direktsändes på Sveriges Radio P4 samt på Sveriges Radios hemsida med Lasse Kronér och Annika Jankell som programledare. Inför finalen hade en jury bestående av personer som arbetar inom musikbranschen (samt även Christer Björkman från Melodifestivalen) valt ut åtta finalisterna av de tjugofem som vunnit i P4-distrikten.
Resultatet avgjordes i två omgångar. Först framfördes bidragen samtidigt som tittarna och en jury röstade (juryn röstade dock i en sluten omröstning). Efter detta stängdes telefonslussarna och de röster som hade inkommit lades samman med juryns röster. De två bidragen som hade fått högst totalpoäng gick vidare till en andra omgång, övriga slutade oplacerade. I den andra omgången röstade enbart tittarna fram vinnaren.  Nedan redovisas de tävlande finalbidragen i startordningen.
| Nr | Artist             | Låt                    | Låtskrivare (text och musik)                | Placering |
| -- | ------------------ | ---------------------- | ------------------------------------------- | --------- |
| 1  | Vapenbröder        | ”Vapenbröder”          | Sebastian Olsson Lundh, Rasmus Degerskär    | 2         |
| 2  | Tezza Ericsson     | ”I wanna go”           | Tezza Ericsson, Peter Wiberg                | oplacerad |
| 3  | Chris Michols      | ”From The Start”       | Chris Michols                               | oplacerad |
| 4  | Adam Sagström      | ”Alla broar jag bränt” | Adam Sagström                               | oplacerad |
| 5  | Elvira Fisk        | ”Real life fairytale”  | Kurre Westling, Herbert Trus, Thelma Lebert | oplacerad |
| 6  | Calle Nilsson      | ”Minnen från igår”     | Kalle Nilsson                               | oplacerad |
| 7  | Clara Klingenström | ”It makes me crazy”    | Clara Klingenström                          | oplacerad |
| 8  | Terese Fredenwall  | ”Drop the fight”       | Terese Fredenwall                           | 1         |

### 2013
Svensktoppen nästa 2013 ägde rum under våren och sommaren 2013. Slutgiltig vinnare blev musikgruppen Eko som representerade P4 Västerbotten, som därmed blev de första att få tävla i Melodifestivalen 2014. Totalt inkom 959 bidrag till tävlingen, vilket var en ökning med 14 bidrag jämfört med året innan.

#### Grundomgången
Grundomgången pågick i de lokala P4-distrikten mellan den 8 april och 2 augusti 2013. Varje distrikt valde självt ut vilken metod man ville använda sig av för att välja ut sin vinnare såsom en lokal final till internval. 
Nedan redovisas de tjugofem vinnarbidragen i bokstavsordning efter respektive P4-distrikt. Bidrag med beige bakgrund tog sig till finalen.
| Artist                        | Låt                             | P4-distrikt       |
| ----------------------------- | ------------------------------- | ----------------- |
| Viktor Johansson              | "Ända Sen Den Dagen"            | P4 Blekinge       |
| Red Nova                      | "Three seconds"                 | P4 Dalarna        |
| Lee Gotvik                    | "In this Life"                  | P4 Gotland        |
| Greybeards                    | "Future Designs"                | P4 Gävleborg      |
| Jamie Meyer feat. Jensen Reed | "Young Again"                   | P4 Göteborg       |
| West End Station              | "Sweet Louise"                  | P4 Halland        |
| Jenny Michanek                | "Ett steg framåt, två steg bak" | P4 Jämtland       |
| Moving to Canada              | "Ordinary Day"                  | P4 Jönköping      |
| Miss Ellie and The Snapshots  | "Sore feet"                     | P4 Kalmar         |
| Sofia Sandberg-Albihn         | "Ring Ding Dong"                | P4 Kristianstad   |
| Gabriel & Casper              | "Mammas mage"                   | P4 Kronoberg      |
| Zlata Wolim                   | "Älskar livet"                  | P4 Malmöhus       |
| The Chickpeas Band            | "Happy Sad Song"                | P4 Norrbotten     |
| Amina Madueno                 | "Boom Bang Bang"                | P4 Sjuhärad       |
| Stephanie Quinth              | "Moving On"                     | P4 Skaraborg      |
| Sandra Kassman                | "Never Got Started"             | P4 Stockholm      |
| Henning Ejnefjell             | "Vart Har Vi Gått"              | P4 Sörmland       |
| Chris Michols Band            | "The Dissent"                   | P4 Uppland        |
| Vladimir Matiling             | "Bright Light"                  | P4 Värmland       |
| Alexander Andersson           | "Who's That Girl"               | P4 Väst           |
| Eko                           | "Yellow"                        | P4 Västerbotten   |
| Lars Ekengren                 | "153 more Days"                 | P4 Västernorrland |
| The Pitastro                  | "Life"                          | P4 Västmanland    |
| Tomas Brink                   | "Som jag alltid gör"            | P4 Örebro         |
| Pernilla Bergendahl           | "Nere vid kanalbron"            | P4 Östergötland   |

#### Finalen
Finalen ägde rum på nöjesfältet Liseberg i Göteborg söndagen den 25 augusti 2013. Annika Jankell och Lasse Kronér kom att leda finalen, vilket blev andra året i rad för Kronér medan det blev fjärde året i rad för Jankell. Utöver de tävlande bidragen uppträdde artisterna Jasmine Kara och Tommy Nilsson som gästartister. Inför finalen hade en Sveriges Radio-jury utsett åtta finalister av de 25 som vunnit de lokala tävlingarna.
Likt föregående år avgjordes även denna säsongsfinal genom två omgångar. Först framfördes bidragen samtidigt som tittarna och en jury röstade (juryn röstade dock i en sluten omröstning). Efter detta stängdes telefonslussarna och de röster som hade inkommit lades samman med juryns röster. De två bidragen som hade fått högst totalpoäng gick vidare till en andra omgång, övriga slutade oplacerade. I den andra omgången röstade enbart tittarna fram vinnaren.  Nedan redovisas de tävlande finalbidragen i startordningen.
| Nr | Artist                | Låt                  | Låtskrivare (text och musik)                         | Placering |
| -- | --------------------- | -------------------- | ---------------------------------------------------- | --------- |
| 1  | Moving to Canada      | "Ordinary Day"       | Victor Gustafsson, Anton Fahlgren, Kristoffer Padoan | oplacerad |
| 2  | Stephanie Quinth      | "Moving On"          | Anders Rane, Mattias Odhe                            | oplacerad |
| 3  | Chris Michols Band    | "The Dissent"        | Christian Michols                                    | oplacerad |
| 4  | Sofia Sandberg-Albihn | "Ring Ding Dong"     | Dan Attlerud, Jörgen Andersson                       | 2         |
| 5  | Sandra Kassman        | "Never Got Started"  | Nils-Petter Ankarblom                                | oplacerad |
| 6  | Eko                   | "Yellow"             | Anna Lidman, Hannes Lundberg, Michael Ottosson       | 1         |
| 7  | Vladimir Matiling     | "Bright Light"       | Vladimir Matiling                                    | oplacerad |
| 8  | Viktor Johansson      | "Ända Sen Den Dagen" | Dennis ”Dejo” Andersson                              | oplacerad |

### 2014
Svensktoppen nästa 2014 ägde rum under våren och sommaren 2014. Slutgiltig vinnare blev artisten Kalle Johansson som representerade P4 Kalmar, som därmed blev klar för tävlan i Melodifestivalen 2015. Totalt inkom 1 146 bidrag till Svensktoppen nästa 2014, vilket var en ökning med 187 bidrag jämfört med året innan.

#### Grundomgången
Grundomgången pågick i de lokala P4-distrikten mellan den 16 maj och 31 juli 2014. Varje distrikt valde självt ut vilken metod man ville använda sig av för att välja ut sin vinnare såsom en lokal final till internval. 
Nedan redovisas de tjugofem vinnarbidragen i bokstavsordning efter respektive P4-distrikt. Bidrag med beige bakgrund tog sig till finalen.
| Artist                          | Låt                        | P4-distrikt       |
| ------------------------------- | -------------------------- | ----------------- |
| Morgan Färm                     | "Honung"                   | P4 Blekinge       |
| Flat Foot                       | "Living By The Gun"        | P4 Dalarna        |
| Oak Brigade                     | "Speak"                    | P4 Gotland        |
| Amanda Warren Band              | "Love you as you are"      | P4 Gävleborg      |
| Njoy                            | "I live 4"                 | P4 Göteborg       |
| Lydia Schough                   | "Even The Times"           | P4 Halland        |
| Två Blå                         | "Varje sommar"             | P4 Jämtland       |
| Bullock Hearts                  | "Bells & Whistles"         | P4 Jönköping      |
| Kalle Johansson                 | "Den där dan"              | P4 Kalmar         |
| Linus Borg Band                 | "Varför ber dom"           | P4 Kristianstad   |
| Rebecca Fredriksson             | "When the Blackbirds sing" | P4 Kronoberg      |
| Christoffer Holmgren            | "The Last Time"            | P4 Malmöhus       |
| The Chickpeas Band              | "Solid Ground"             | P4 Norrbotten     |
| Adam Englund                    | "Charlie"                  | P4 Sjuhärad       |
| Last Trees                      | "Ways Of Growing Old"      | P4 Skaraborg      |
| Elsa Martinsson                 | "Alive"                    | P4 Stockholm      |
| Sisters of Soul                 | "The Colour Blues"         | P4 Sörmland       |
| Ester                           | "Limitless"                | P4 Uppland        |
| Familjebok                      | "Perfect Match"            | P4 Värmland       |
| Stephanie Quinth feat. The Loft | "If forever means forever" | P4 Väst           |
| Ida Carlsson                    | "Someday"                  | P4 Västerbotten   |
| William Davis Lind              | "You Are All That I Need"  | P4 Västernorrland |
| Simon Ludvigsson                | "Gotta get to love you"    | P4 Västmanland    |
| Tom Nordahl                     | "Grateful"                 | P4 Örebro         |
| Haunted by destiny              | "Turning pages"            | P4 Östergötland   |

#### Finalen
Finalen ägde rum på nöjesfältet Liseberg i Göteborg söndagen den 31 augusti 2014. Carolina Norén och Claes-Johan Larsson var programledare. Inför finalen utsåg en jury (Maths Broborg (ordförande), Carolina Norén, Christer Björkman, Kaj Kindvall, Kerstin Behrendtz och Rita Jernquist) vilka bidrag som skulle få tävla i finalen. Molly Sandén uppträdde som gästartist under finalen.
Även det här året genomfördes finalen genom två röstningsomgångar. Först framfördes bidragen samtidigt som tittarna och en jury röstade (juryn röstade dock i en sluten omröstning). Efter detta stängdes telefonslussarna och de röster som hade inkommit lades samman med juryns röster. De två bidragen som hade fått högst totalpoäng gick vidare till en andra omgång, övriga slutade oplacerade. I den andra omgången röstade enbart tittarna fram vinnaren. Inför finalen meddelades dock ett par förändringar. En sådan förändring var att tittarnas makt att påverka röstningen minskades något då man enbart kunde rösta upp till tio gånger per telefonabonnemang. Dessutom omfattades nu tittarröstningen enbart av SMS-röstning. Nedan redovisas de tävlande finalbidragen i startordningen.
| Nr | Artist                          | Låt                        | Låtskrivare (text och musik)                                                      | Placering |
| -- | ------------------------------- | -------------------------- | --------------------------------------------------------------------------------- | --------- |
| 1  | Bullock Hearts                  | "Bells & Whistles"         | Johannes Häger (tm), Lina Häger (t)                                               | 2         |
| 2  | Stephanie Quinth feat. The Loft | "If forever means forever" | Mattias Ohde (tm), Anders Rane (tm)                                               | oplacerad |
| 3  | Last Trees                      | "Ways Of Growing Old"      | Anders Rane (tm), David Malm (tm)                                                 | oplacerad |
| 4  | Kalle Johansson                 | "Den där dan"              | Martin Eriksson (m), Thomas Karlsson (tm)                                         | 1         |
| 5  | Flat Foot                       | "Living By The Gun"        | Lars Andersson (tm), Mikael Hyvärinen (m), Olle Karvonen (m), Richard Norberg (m) | oplacerad |
| 6  | Elsa Martinsson                 | "Alive"                    | Elsa Martinsson (tm)                                                              | oplacerad |
| 7  | Morgan Färm                     | "Honung"                   | Morgan Färm (tm), Mattias Olsson (m), Lotta Bojeby (t)                            | oplacerad |
| 8  | Rebecca Fredriksson             | "When the Blackbirds sing" | Mattias Gummesson (tm)                                                            | oplacerad |

### 2015
Svensktoppen nästa 2015 äger rum våren, sommaren och förhösten 2015. Likt tidigare år hölls först lokala uttagningar i de 25 P4-distrikten och därefter valde en SR-jury ut åtta av dessa vinnare som fick tävla i en riksfinal. Vinnaren av riksfinalen kommer sedan att få sin låt spelad i P4-kanalerna och låten blir även testad på Svensktoppen. 
Sveriges Television valde att erbjuda en av de åtta tävlande i riksfinalen en plats i nästkommande års Melodifestival (i det här fallet Melodifestivalen 2016). Detta var ingen nyhet då Sveriges Television de tre tidigare åren också erbjudit jokerplats. Skillnaden är dock att då enbart riksfinalens vinnare blivit erbjuden jokerplatsen. Jokerplatsen gick slutligen till oplacerade gruppen Smajling Swedes.

#### Grundomgången
Grundomgången pågick i de lokala P4-distrikten mellan den 8 maj och 31 juli 2015. Varje distrikt valde självt ut vilken metod man ville använda sig av för att välja ut sin vinnare såsom en lokal final till internval. 
Nedan redovisas de tjugofem vinnarbidragen i bokstavsordning efter respektive P4-distrikt. Bidrag i fetstil och med beige bakgrund gick till finalen.
| Artist                | Låt                      | P4-distrikt       |
| --------------------- | ------------------------ | ----------------- |
| Jens Sporron          | "Make a mistake"         | P4 Blekinge       |
| Malin Jonsson         | "Jag Är Äkta"            | P4 Dalarna        |
| Sons of Bourbon       | "Shared Loneliness"      | P4 Gotland        |
| Henrik Lundholm       | "Stranger"               | P4 Gävleborg      |
| Jawone                | "Främling"               | P4 Göteborg       |
| Laila Adèle           | "Blame it all on you"    | P4 Halland        |
| Michael Michailoff    | "Horseman"               | P4 Jämtland       |
| Rich and glorious     | "Kaptain"                | P4 Jönköping      |
| Fanny Nilsson         | "Alone"                  | P4 Kalmar         |
| Clara                 | "Själsfrände"            | P4 Kristianstad   |
| Simon & Tim           | "Soul on fire"           | P4 Kronoberg      |
| Sofia Sandberg-Albihn | "The sunny side"         | P4 Malmöhus       |
| Lamps & Flowers       | "Peaceful Night"         | P4 Norrbotten     |
| Travellers            | "Darkest night"          | P4 Sjuhärad       |
| Jimmy Laakso          | "Ten Years With You"     | P4 Skaraborg      |
| Smajling Swedes       | "Goosebump"              | P4 Stockholm      |
| Miss Winter           | "The Road"               | P4 Sörmland       |
| Michael Fannon        | "Kommer tid, kommer råd" | P4 Uppland        |
| James Carlstedt       | "Voice"                  | P4 Värmland       |
| Delivery              | "Breathless"             | P4 Väst           |
| H+ME                  | "Summer 2006"            | P4 Västerbotten   |
| Crash n Recovery      | "Take me back"           | P4 Västernorrland |
| Julia Lorenz          | "Popstarfreak"           | P4 Västmanland    |
| Moa Gagnert           | "This Is Me"             | P4 Örebro         |
| The Shoo Shoo Sisters | "Gå, gå, gå"             | P4 Östergötland   |

#### Finalen
Finalen ägde rum på nöjesfältet Liseberg i Göteborg söndagen den 6 september 2015. Lasse Kronér och Carolina Norén var programledare och Pernilla Andersson med Fredrik Rönnkvist uppträdde som gästartister. Inför finalen utsåg en jury (bestående av Maths Broborg (ordförande), Carolina Norén, Christer Björkman, Kaj Kindvall, Kerstin Behrendtz och Rita Jernquist) vilka bidrag som skulle få tävla i finalen.
Även det här året genomfördes finalen genom två röstningsomgångar. Först framfördes bidragen samtidigt som tittarna och en jury röstade (juryn röstade dock i en sluten omröstning). Efter detta stängdes telefonslussarna och de röster som hade inkommit lades samman med juryns röster. De två bidragen som hade fått högst totalpoäng gick vidare till en andra omgång, övriga slutade oplacerade. I den andra omgången röstade enbart tittarna fram vinnaren. Likt föregående års final kunde man som tittare/lyssnare endast SMS-rösta och det fanns en maxgräns uppsatt på som mest 10 röster per telefonabonnemang och röstningsomgång.
Nedan redovisas de tävlande finalbidragen i startordningen.
| Nr | Artist                | Låt                      | Låtskrivare (text och musik)                      | Placering |
| -- | --------------------- | ------------------------ | ------------------------------------------------- | --------- |
| 1  | Michael Fannon        | "Kommer tid, kommer råd" | Michael Fannon, Nicklas Eklund, Johanna Granqvist | 1         |
| 2  | Sofia Sandberg-Albihn | "The sunny side"         | Jörgen Andersson, Dan Attlerud                    | oplacerad |
| 3  | Smajling Swedes       | "Goosebump"              | ?                                                 | oplacerad |
| 4  | Fanny Nilsson         | "Alone"                  | Thomas "TK" Karlsson, Martin Eriksson             | oplacerad |
| 5  | Jens Sporron          | "Make a mistake"         | Jens Sporron                                      | oplacerad |
| 6  | Miss Winter           | "The Road"               | ?                                                 | oplacerad |
| 7  | Jawone                | "Främling"               | Kamal Javanmiri (Jawone)                          | 2         |
| 8  | Laila Adèle           | "Blame it all on you"    | Melanie Wehbe, Måns Ek                            | oplacerad |

### 2016
2016 vann Noomi Thorstensson.

#### Finalen
| Nr | Artist            | Låt                           | Låtskrivare (text och musik) | Placering |
| -- | ----------------- | ----------------------------- | ---------------------------- | --------- |
| 1  | Jimmy Ottosson    | "Rising rivers"               |                              | 2         |
| 2  | Small Town Girls  | "Do your thing"               |                              | oplacerad |
| 3  | Mackan n’ Matthew | "Allt som vi va"              |                              | oplacerad |
| 4  | SaVe              | "2 wrongs don’t make 1 right" |                              | oplacerad |
| 5  | Vindstyrka 12     | "Sluta gömma dig"             |                              | oplacerad |
| 6  | LiRic             | "Bullshit affair"             |                              | oplacerad |
| 7  | Les Gordons       | "Need to feel"                |                              | oplacerad |
| 8  | Noomi             | "Intoxicated"                 |                              | 1         |

### 2017

#### Finalen
| Nr | Artist            | Låt                                    | Låtskrivare (text och musik) | Placering |
| -- | ----------------- | -------------------------------------- | ---------------------------- | --------- |
| 1  | Stiko Per Larsson | "Kumpaner (Vi är som)"                 |                              | 1         |
| 2  | MIAH              | "That’s when we all come falling down" |                              | oplacerad |
| 3  | Chris L Svensson  | "Drive"                                |                              | oplacerad |
| 4  | Sisanda           | "If this is love"                      |                              | oplacerad |
| 5  | Frontback         | "On and on"                            |                              | oplacerad |
| 6  | Maija HomHom      | "Skyskrapor"                           |                              | oplacerad |
| 7  | Michi             | "Friday night club escape"             |                              | oplacerad |
| 8  | Jo' & Eliah       | "Since"                                |                              | oplacerad |

### 2018

#### Finalen
| Nr | Artist                | Låt                   | Låtskrivare (text och musik) | Placering |
| -- | --------------------- | --------------------- | ---------------------------- | --------- |
| 1  | Beside the Bridge     | "Cool kid"            |                              | oplacerad |
| 2  | Spring City           | "Back on our streets" |                              | 1         |
| 3  | The Lovers of Valdoro | "Lost forever"        |                              | oplacerad |
| 4  | Patricia Birgersson   | "Här och nu"          |                              | oplacerad |
| 5  | Ewelina Westin        | "Fading light"        |                              | oplacerad |
| 6  | Josias Andersson      | "En kort sekund"      |                              | oplacerad |
| 7  | Amandine Aupeix       | "Beautiful mess"      |                              | oplacerad |
| 8  | Jahr                  | "Magic"               |                              | oplacerad |

### 2019

#### Finalen
| Nr | Artist              | Låt                     | Låtskrivare (text och musik)                                 | Placering |
| -- | ------------------- | ----------------------- | ------------------------------------------------------------ | --------- |
| 1  | Faith Kakembo       | "Through fire and rain" | Johannes Häger                                               | oplacerad |
| 2  | Hildur Höglind      | "Further apart"         | Joakim Budee, David Alexander Lomelino                       | oplacerad |
| 3  | Hugo Andersson      | "Lovenote"              | Hugo Andersson, Rasmus Gustafsson                            | oplacerad |
| 4  | Amanda Aasa         | "Gå hem"                | Amanda Aasa, Siri Jansson, Erik Grahn                        | oplacerad |
| 5  | Zulueta             | "King of the ocean"     | Benjamin Edman                                               | oplacerad |
| 6  | Tova Glyt           | "No ordinary girl"      | Tova Glyt                                                    | oplacerad |
| 7  | Tim Lööv            | "All I need is you"     | Tim Lööv                                                     | 1         |
| 8  | Browsing Collection | "Oh no"                 | Moa Lenngren, Carolina Karlsson, Mimi Brander, Nora Lenngren | oplacerad |

### 2020

#### Finalen
| Nr | Artist              | Låt                 | Låtskrivare (text och musik)                                          | Placering |
| -- | ------------------- | ------------------- | --------------------------------------------------------------------- | --------- |
| 1  | Alicja Jern         | "Friendzone"        | Anthon Axelsson, Alicia Jern, Edvard Sandquist                        | 2         |
| 2  | Sanna feat. Re:bond | "Alrig det"         | Carl Spång, Kristoffer Toth, Sanna Toth                               | 7         |
| 3  | Amskøld             | "Standby"           | Ebba Carlberg, Jonathan Bellini, Rikard Amsköld                       | 3         |
| 4  | Nina Bring          | "Nära"              | Axel Ragnarsson, Filip Jonsson, Nina Bring, Olivia Wessman            | 4         |
| 5  | Northlight          | "Equally different" | Fredrik Andersson, Johan Köhler, Per Eresund, Victor Bergh            | 5         |
| 6  | Hilde & Erik        | "Som det är"        | Erik Lundahl, Henric Pierroff, Hilde Schotte                          | 1         |
| 7  | Julia Alfrida       | "Dark doom"         | Josefin Sirén, Julia Alfrida Ridderdal, Nadia Hjelt, Oliver Björkvall | 6         |
| 8  | Agnes Rehn          | "Goodbye"           | Andrée Theander, Joel Wessman                                         | 8         |

### 2021

#### Finalen[28]
| Nr | Artist                      | Låt                               | Låtskrivare (text och musik)                                                                             | Placering |
| -- | --------------------------- | --------------------------------- | --- | --------- |
| 1  | Clara Rubensson             | "Irreplaceable"                   | Clara Rubensson, Joakim Övrenius, Johan Mauritzson, Thomas Karlsson                                      | 8         |
| 2  | Lukas Wägbo & Anna Melander | "Vi kommer aldrig bli nå´t stort" | Lukas Wägbo, Kristofer Bergman                                                                           | 4         |
| 3  | Rebecka Assio               | "Feel it"                         | Rebecka Assio, Jacob Werner                                                                              | 7         |
| 4  | Philip Fritz & Republiken   | "Större än du tror"               | Philip Fritz                                                                                             | 2         |
| 5  | Blend, Ruus                 | "And I"                           | Carl Adam Stråberg, Christofer Asplund, Jonathan Olsson, Kenny Lundström, Oscar Sandberg, Rasmus Renmark | 3         |
| 6  | Cornelia Antonijev          | "Funka ändå"                      | Cornelia Antonijev, Tobias Nilsson-Mäki                                                                  | 5         |
| 7  | M.W                         | "Feels"                           | Adam Warnskog, Mattias Åström                                                                            | 1         |
| 8  | Elias O                     | "Dansa"                           | Elias Öberg, Nils Norberg, Johan Haage                                                                   | 6         |